# Atletica leggera ai XVIII Giochi del Mediterraneo - 1500 metri piani maschili
La specialità dei 1500 metri piani maschili ai XVIII Giochi del Mediterraneo si è sovolta il 27 e il 29 giugno 2018 presso l'Estadio de Atletismo de Campclar di Tarragona.
La competizione è stata vinta dal marocchino Brahim Kaazouzi, che ha preceduto il tunisino Abdessalem Ayouni ed il connazionale Fouad Elkaam.

## Calendario
| Data      | Ora | Turno      |
| --------- | --- | ---------- |
| 27 giugno |     | Semifinali |
| 29 giugno |     | Finale     |

## Risultati

### Semifinali
I primi 4 classificati di ogni batteria (Q) e i 4 migliori tempi (q) si qualificano alla finale.
| Pos. | Batteria | Nome                      | Nazionalità | Tempo   | Note                                     |
| ---- | -------- | ------------------------- | ----------- | ------- | ---------------------------------------- |
| 1    | 1        | Fouad Elkaam              | Marocco     | 3:43.78 | Q                                        |
| 2    | 1        | Abdessalem Ayouni         | Tunisia     | 3:44.22 | Q                                        |
| 3    | 1        | Mohad Abdikadar Sheik Ali | Italia      | 3:44.29 | Q                                        |
| 4    | 1        | Ilham Tanui Özbilen       | Turchia     | 3:44.32 | Q                                        |
| 5    | 2        | Brahim Kaazouzi           | Marocco     | 3:44.75 | Q                                        |
| 6    | 2        | Alexis Miellet            | Francia     | 3:45.06 | Q                                        |
| 7    | 1        | Martin Casse              | Francia     | 3:45.36 | q                                        |
| 8    | 2        | Joao Bussotti             | Italia      | 3:45.53 | Q                                        |
| 9    | 2        | Jesús Gómez               | Spagna      | 3:45.75 | Q                                        |
| 10   | 2        | Andreas Dimitrakis        | Grecia      | 3:46.47 | q                                        |
| 11   | 2        | Levent Ateş               | Turchia     | 3:47.17 | q                                        |
| 12   | 2        | Dario Ivanovski           | Macedonia   | 3:47.91 | q,                                       |
| 13   | 2        | Marc Alcalá               | Spagna      | 3:48.03 |                                          |
| 14   | 1        | Hugo Rocha                | Portogallo  | 3:49.95 |                                          |
| 15   | 2        | Carles Gomez              | Andorra     | 3:56.95 | Miglior prestazione personale stagionale |
| dnf  | 1        | Elzan Bibić               | Serbia      | dnf     |                                          |

## Finale
| Pos.    | Nome                      | Nazionalità | Tempo   | Note                                     |
| ------- | ------------------------- | ----------- | ------- | ---------------------------------------- |
| Oro     | Brahim Kaazouzi           | Marocco     | 3:37.14 |                                          |
| Argento | Abdessalem Ayouni         | Tunisia     | 3:37.35 | Miglior prestazione personale            |
| Bronzo  | Fouad Elkaam              | Marocco     | 3:37.78 |                                          |
| 4       | Alexis Miellet            | Francia     | 3:38.04 |                                          |
| 5       | Mohad Abdikadar Sheik Ali | Italia      | 3:39.60 |                                          |
| 6       | Martin Casse              | Francia     | 3:39.75 | Miglior prestazione personale stagionale |
| 7       | Jesús Gómez               | Spagna      | 3:40.43 |                                          |
| 8       | Joao Bussotti             | Italia      | 3:42.34 |                                          |
| 9       | Levent Ateş               | Turchia     | 3:43.09 | Miglior prestazione personale stagionale |
| 10      | Dario Ivanovski           | Macedonia   | 3:47.13 | Miglior prestazione personale            |
| 11      | Ilham Tanui Özbilen       | Turchia     | 3:48.27 |                                          |
| 12      | Andreas Dimitrakis        | Grecia      | 3:51.12 |                                          |